# Johannes Pundt

Johannes Pundt

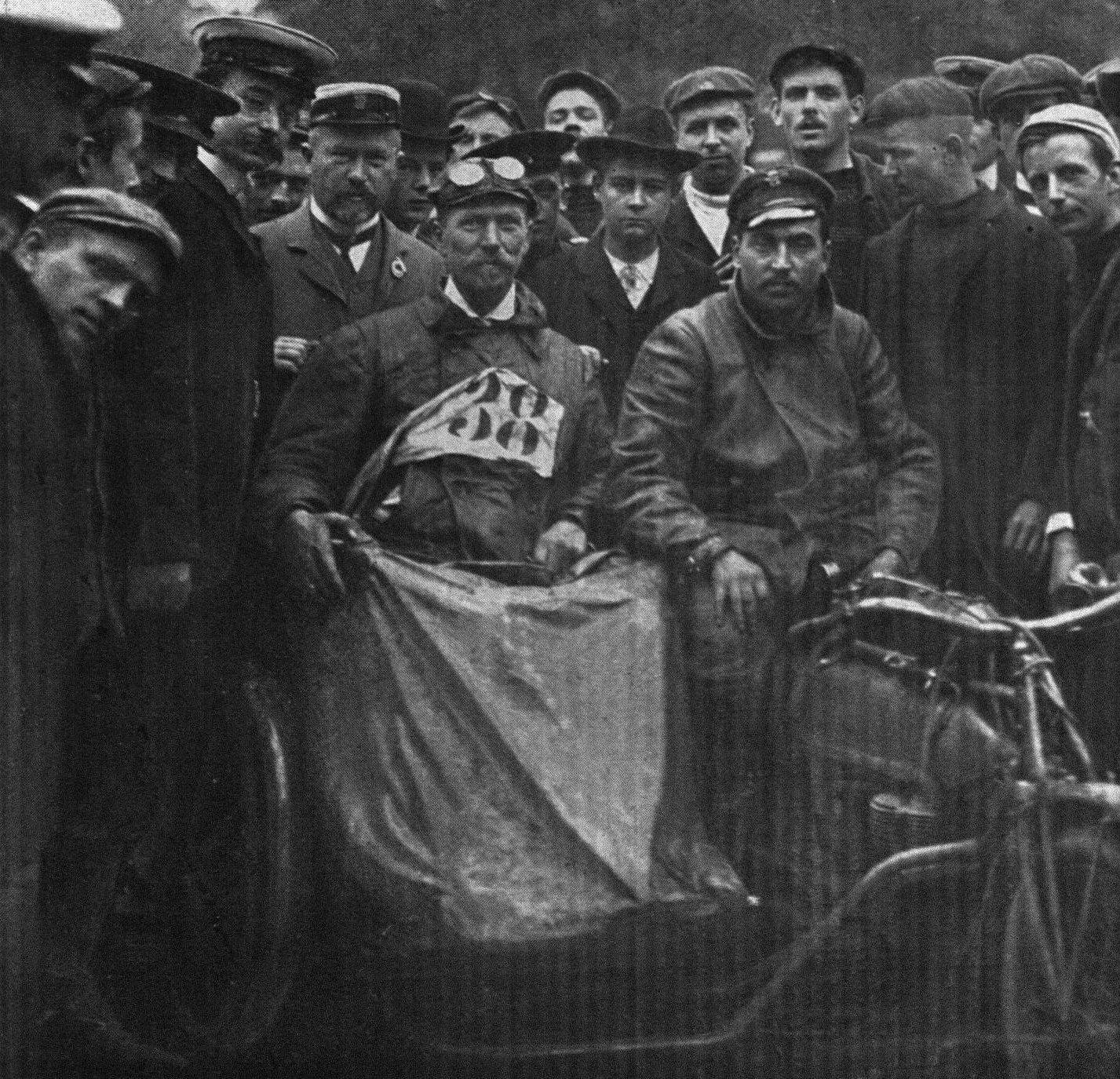
Rund um Berlin 1905: Pundt nahm als Motorradfahrer an dem Rennen teil und wurde nach einem Unfall per Beiwagen ins Ziel gebracht.

Johannes Pundt (* 7. Juli 1864 in Neuhaus (heute zu Angermünde); † Dezember 1943 in Berlin) war ein deutscher Radrennfahrer.
Johannes Pundt war einer der ersten deutschen Radrennfahrer. Seine Erfolge errang er anfangs noch auf dem Hochrad. Auf dem Niederrad wurde Pundt, Mitglied des Berliner „BBC Germania“, 1885 und 1886 erster Deutscher Meister der Flieger, offiziell Wettfahrt um die Meisterschaft des DRB im Schnellfahren auf dem Zweirad genannt. 1895 gewann er den Großen Preis von Berlin. Mehrfach gewann er den „Kaiserpreis“ über zehn Kilometer, damals einer der wichtigsten Preise im Radsport. 1889 gewann er auf dem Hochrad das von T. H. S. Walker organisierte Rennen Berlin-Hamburg trotz eines Defektes mit zweieinhalb Stunden Vorsprung.
Auf der ersten deutschen Rekordliste von 1885 rangierte Pundt über drei Strecken – 1000, 4000 und 5000 Meter – an erster Stelle, jeweils vor dänischen Fahrern, die ihre Rekorde in Mexiko aufgestellt haben wollten. 1892 beteiligte er sich als begleitender Radfahrer am Distanzritt Berlin–Wien, Wien–Berlin 1892 und regte eine ähnliche Veranstaltung für Radfahrer an, die im Jahr darauf als Distanzradfahrt Wien–Berlin durchgeführt wurde. 1887 verpflichtete sich Pundt als Einjährig-Freiwilliger beim 2. Garderegiment in Berlin.
Die Brennabor-Werke wurden auf Pundt aufmerksam, er wurde angestellt und leitete schließlich deren Filiale in Berlin als kaufmännischer Direktor. Für das Unternehmen bestritt er ab 1904 auch Motorradrennen. Bekannt war Johannes Pundt für seine damals ungewöhnlichen Marketing-Ideen: So bekam jeder 10.000ste Käufer eines Rennprogramms der Radrennbahn Friedenau ein vergoldetes Brennabor-Rad. In seinem Verein wurde er  Ehrenmitglied und gehörte 1938 zu den Gründungsmitgliedern des „Deutschen Radrennclubs“, eines Clubs für ehemalige und aktive Rennfahrer.
Im Dezember 1943 kam Johannes Pundt im Alter von 79 Jahren in Berlin ums Leben, als er nach einem Bombenangriff versuchte, seine Ehrenpreise aus dem brennenden Haus zu retten.